# Ван Юаньцзи
Ван Юаньцзи (кит. 王元姬, 217—268), известная также как Императрица Вэньмин (文明皇后, дословно: «культурная и понимающая императрица») — вдовствующая императрица из династии Цзинь в Китае. Жена Сыма Чжао, регента государства Цао Вэй. Мать Сыма Яня, основателя династии Цзинь.

## Биография
Ван Юаньцзи родилась в семье ученых. Её дедушка Ван Лан (王朗) был чиновником Цао Вэй. Отец, Ван Су (王肅), был генералом Цао Вэй и ученым конфуцианцем. В молодом возрасте она была известна своей дочерней почтительностью. В возрасте 8 лет она могла прочитать «Поэзию» (詩) и «Теорию» (論). Когда ей было 9 лет, её мать заболела, и вся её работа перешла к Ван Юаньцзи. Ван Лан очень любил её. Он умер, когда ей было 12 лет. Ван Юаньцзи очень грустила, и теперь почтительно относилась к Ван Су. В возрасте 15 лет она вышла замуж за Сыма Чжао, сына Сыма И. Она родила ему пять сыновей и дочь. Согласно традиционной историографии, она распознала чрезмерное честолюбие Чжун Хуэя и предупредила мужа, что Чжун поднимет мятеж.
После основания династии Цзинь (265 год) Сыма Янь дал ей титул вдовствующей императрицы. Считается, что Ван скромно себя вела и почти не участвовала в политических делах. В 268 году она умерла и была похоронена рядом с Сыма Чжао, с почестями, подобающими императрице.